# Vägchampinjon
Vägchampinjon (Agaricus bitorquis) är en svampart som först beskrevs av Lucien Quélet, och fick sitt nu gällande vetenskapliga namn av Pier Andrea Saccardo 1887. Vägchampinjon ingår i släktet champinjoner och familjen Agaricaceae. Arten är reproducerande i Sverige. Inga underarter finns listade i Catalogue of Life.
Vägchampinjonen hör till de vanligaste odlade champinjonerna. En variant kallas portabello. Vild vägchampinjon, i synnerhet ung svamp, kan lätt förväxlas med vit flugsvamp.
Liksom andra champinjoner innehåller vägchampinjonen fenylhydrazin-derivat, som kan vara genotoxisk och carcinogen. Därför rekommenderar Nordiska ministerrådets expertgrupp i sin rapport 2012 att svampen inte äts i större mängder än vad som är det vanliga i Danmark, Island, Norge och Sverige, det vill säga ungefär två kilogram per år. Gifthalten är större i rå svamp, varför den helst bör tillredas innan den äts. Kokvattnet skall helst kasseras.
Vägchampinjonen rekommenderas inte som matsvamp, främst beroende på att den ofta växer vid förorenade vägkanter.

## Externa länkar

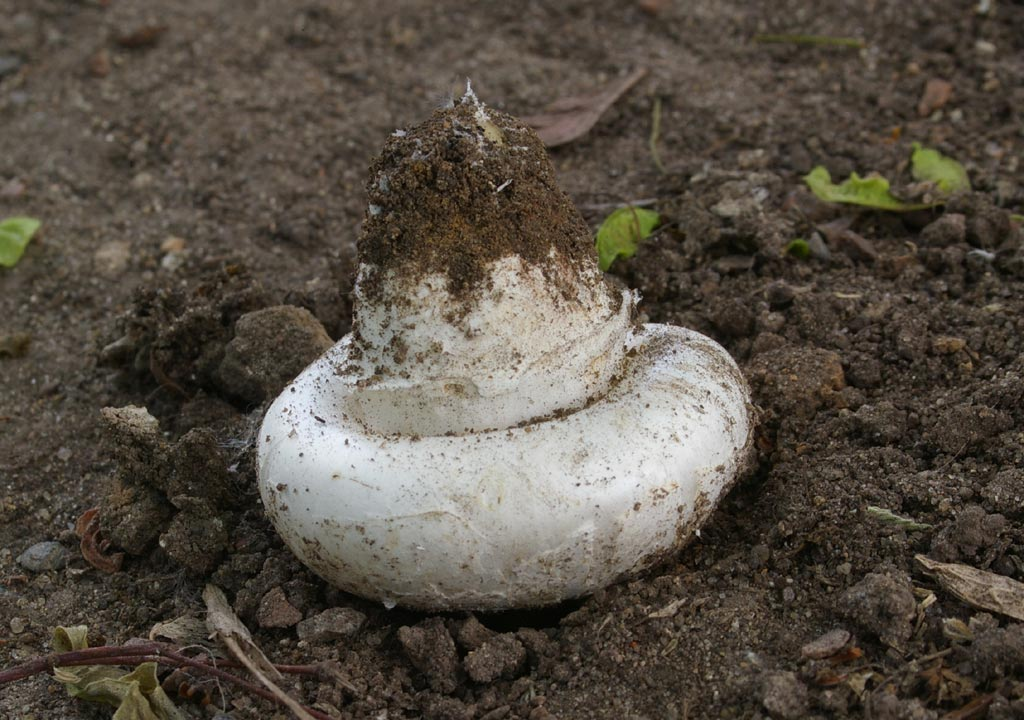
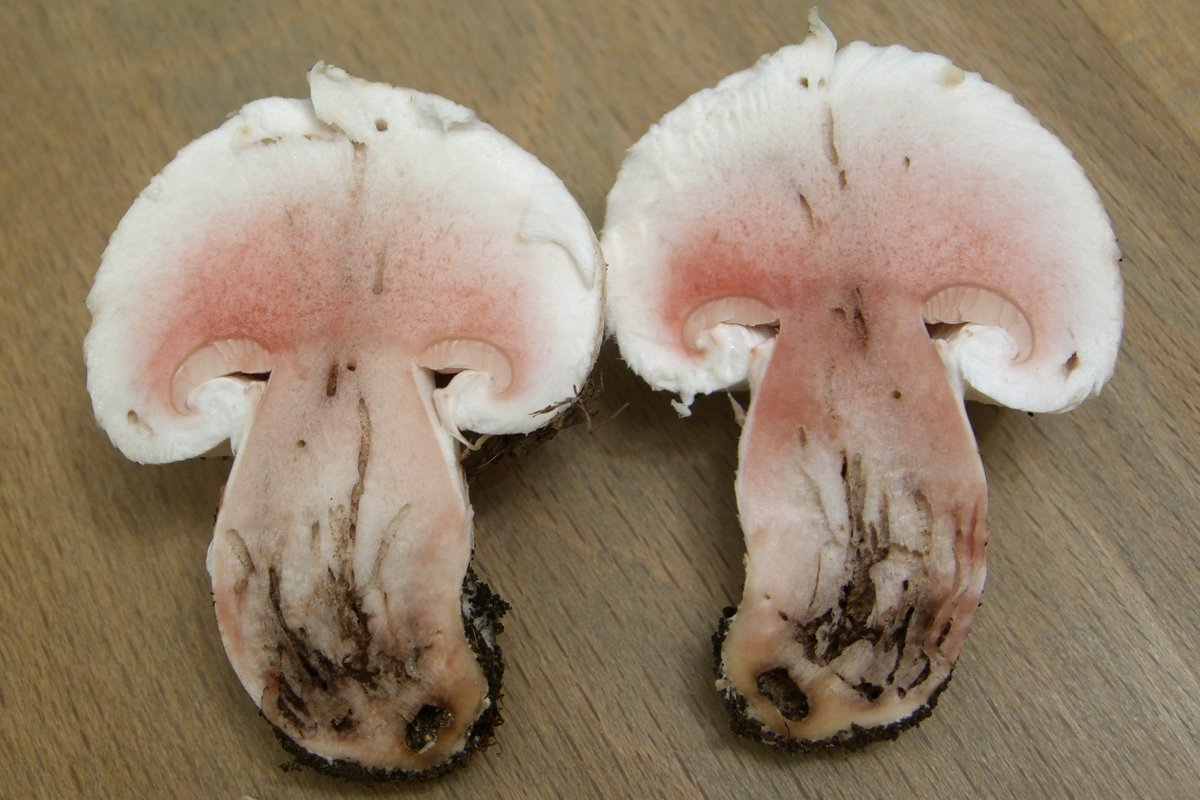
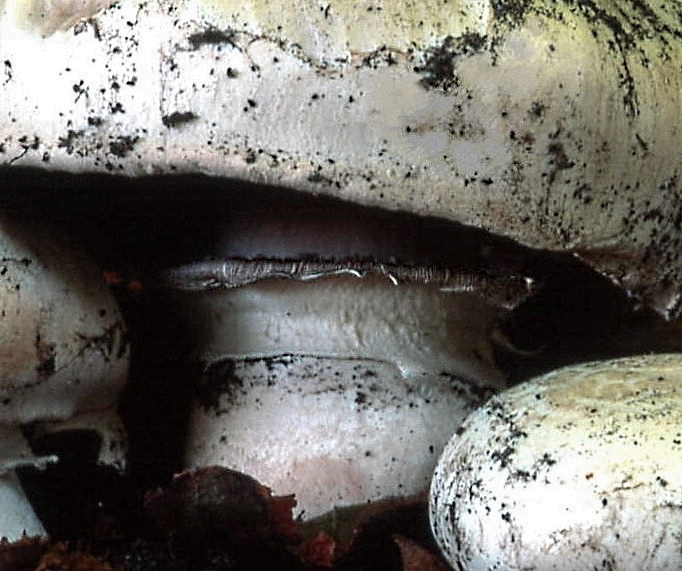
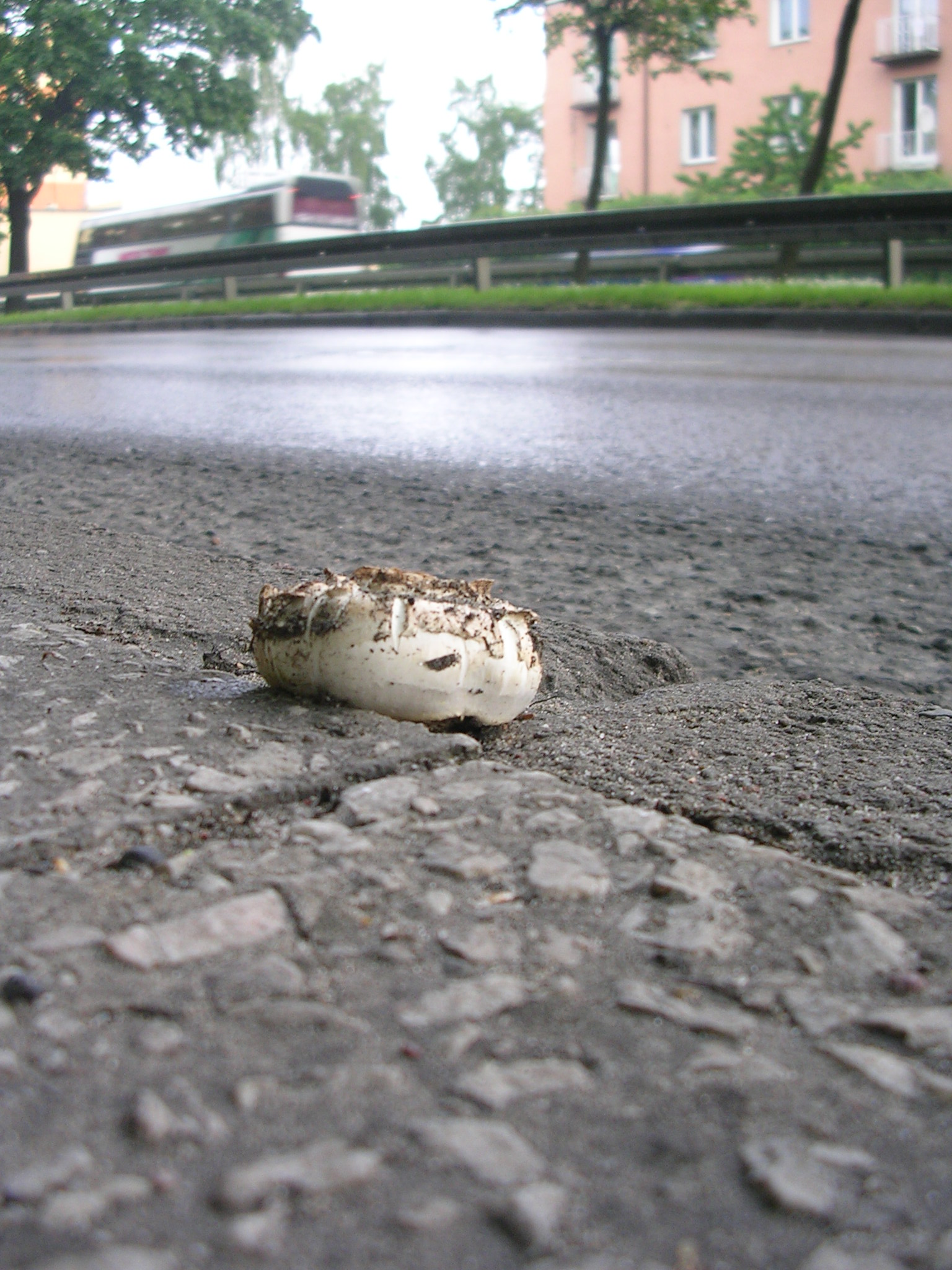